# سدلتس (منطقه تربیچ)
سدلتس (به چکی: Sedlec) یک منطقهٔ مسکونی در جمهوری چک است که در منطقه تربیچ واقع شده‌است. سدلتس ۹٫۴۲ کیلومتر مربع مساحت و ۲۴۸ نفر جمعیت دارد و ۴۵۲ متر بالاتر از سطح دریا واقع شده‌است.